# Carnaval de Boa Vista
O Carnaval de Boa Vista é comemorado com desfiles de rua, organizado por várias agremiações carnavalescas, tais como blocos e escolas de samba.

## As escolas de samba
- Império Roraimense:[1] A escola participa do Grupo principal do desfile da cidade, e disputa contra outras escolas tradicionais da cidade[2] A escola desfila na Avenida Ville Roy, em frente ao Estádio Flamarion Vasconcelos[3]
- Praça da Bandeira:A escola foi campeã do 2º grupo em 1995, e no ano seguinte foi vice-campeã do 1º grupo. A escola se tornou campeã do grupo especial consecutivamente, nos anos 1997/1998/1999/2000/2001/2002. em 2003 a escola não desfilou e em 2004 ficou com a 4º colocação. No ano seguinte consagrou-se Campeã, já em 2006 a escola foi vice-campeã. Em 2007, 2008 e em 2009 se sagrou Tri-campeã do carnaval. Na busca pelo tetra, a escola escolheu o enredo o Continente perdido “Atlântida”.[4]
- Além do Equador
- Aquarela
- Embaixadores da Mecejana
- Ouro Verde
- Unidos do Beiral

## Campeãs e resultados

### 2007
- 1º lugar - Praça da Bandeira[5]

### 2008
- 1º lugar - Praça da Bandeira[5]

### 2009
- 1º lugar - Praça da Bandeira[5]

### 2010
- 1º lugar - Praça da Bandeira[6][7] - 184 pontos[8]
- 2º lugar - Império Roraimense - 182,2 pontos
- 3º lugar - Embaixadores da Mecejana - 179 pontos
- 4º lugar - Aquarela - 162,4 pontos

### 2011
Não houve desfile

### 2012
- 1º lugar - Império Roraimense[10]

### 2013
Não houve desfile